# Формула-2 — Чемпіонат 2021
Чемпіонат Формули‑2 2021 — п'ятий сезон під егідою FIA під назвою FIA Formula 2 Championship та 55-й сезон головної міжнародної серії другого рівня у перегонах одномісних автомобілів. Серія слугувала підтримкою для більшості етапів чемпіонату світу Формули‑1 2021.